# Delosperma jansei
Delosperma jansei är en isörtsväxtart som beskrevs av Nicholas Edward Brown. Delosperma jansei ingår i släktet Delosperma, och familjen isörtsväxter. Inga underarter finns listade i Catalogue of Life.

## Bildgalleri

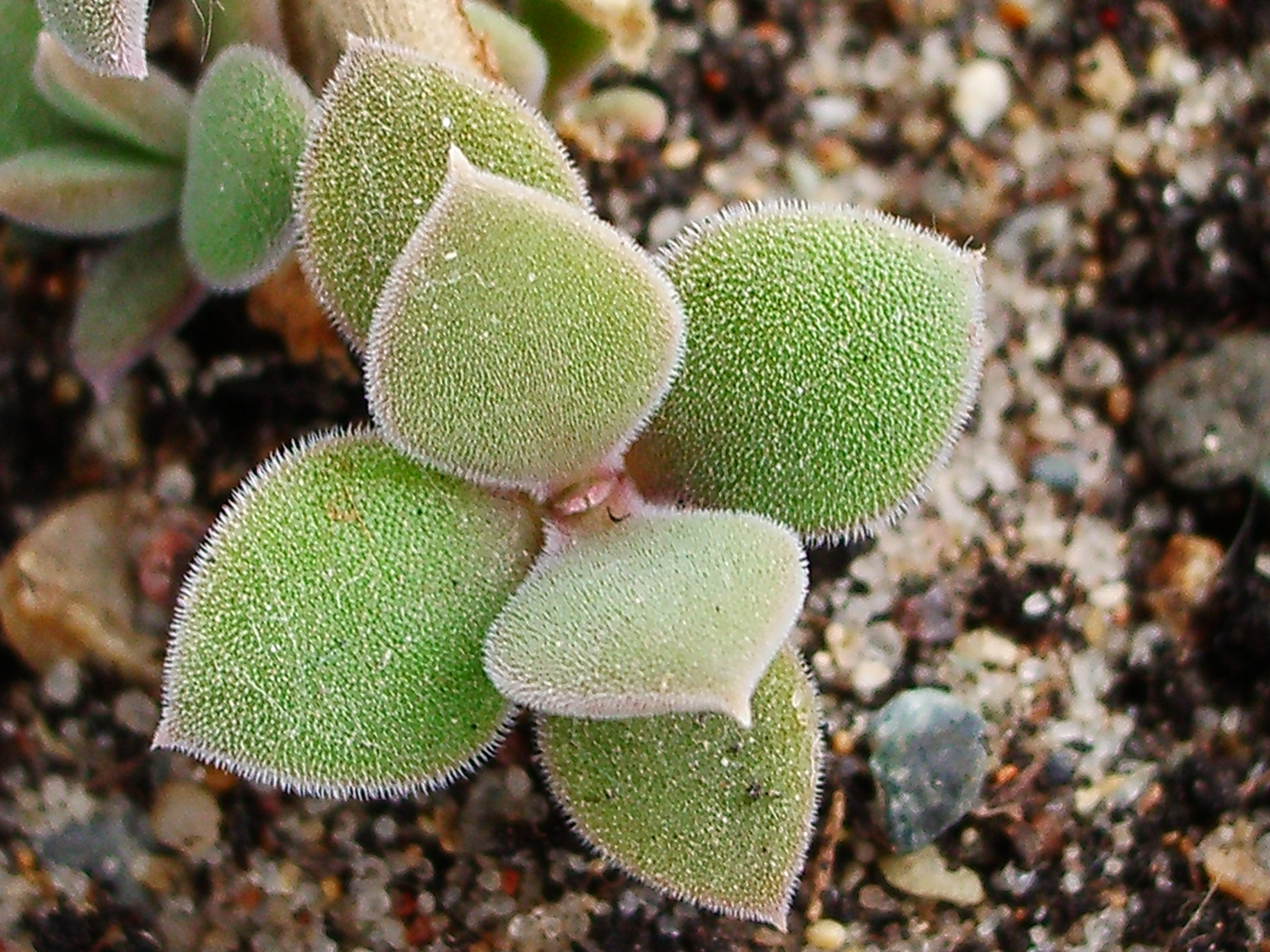